# American Princess
American Princess es una serie de televisión estadounidense de comedia dramática creada por Jamie Denbo que se estrenó en Lifetime el 2 de junio de 2019.

## Sinopsis
American Princess sigue a «Amanda, una miembro de la alta sociedad del Upper East Side, que se escapa para unirse a una Feria Renacentista después de que su boda fracasa».

## Elenco y personajes

### Principales
- Georgia Flood como Amanda
- Lucas Neff como David
- Seana Kofoed como Maggie
- Rory O’Malley como Brian
- Mary Hollis Inboden como Amanda

### Recurrentes
- Lesley Ann Warren como Joanntha
- Max Ehrich como Brett
- Mimi Gianopulos como Morgan
- Helen Madelyn Kim como Lexi
- Tommy Dorfman como Nick
- Erin Pineda como Helen
- Matt Peters como Shart O'Belly
- Lucas Hazlett como Stick
- Lex King como Callie
- Steve Agee como Lee
- Kitana Turnbull como Breeze
- Mike Lane como Bo
- Juan Alfonso como Juan Andrés, alias «Faire Bear»
- Sophie Von Haselberg como Natasha
- Sas Goldberg como Erin Klein-Fagel
- Patrick Gallagher como Fray Woodruff

## Episodios
| N.º | Título                              | Dirigido por     | Escrito por                         | Fecha de emisión original | Audiencia (millones) |
| --- | ----------------------------------- | ---------------- | ----------------------------------- | ------------------------- | -------------------- |
| 1   | «Pilot»                             | Claire Scanlon   | Jamie Denbo                         | 2 de junio de 2019        | 0.372                |
| 2   | «Just Boob Stuff»                   | Mark A. Burley   | Jon Sherman                         | 2 de junio de 2019        | 0.220                |
| 3   | «Down There»                        | Nick Sandow      | Dana Min Goodman & Julia Wolov      | 9 de junio de 2019        | 0.240                |
| 4   | «Why Are You Romeo?»                | Jude Weng        | Kathleen Jordan                     | 16 de junio de 2019       | 0.234                |
| 5   | «Man Stuff»                         | Mark A. Burley   | Joel Stein                          | 23 de junio de 2019       | 0.235                |
| 6   | «Queen, Interrupted»                | Claire Scanlon   | Robert Sudduth                      | 23 de junio de 2019       | 0.104                |
| 7   | «The Tempest»                       | Michael McDonald | Rheeqrheeq Chainey & Sarah Stoecker | 30 de junio de 2019       | 0.248                |
| 8   | «Fairemily Matters»                 | Bill Purple      | Robert Sudduth                      | 30 de junio de 2019       | 0.102                |
| 9   | «You Can Always Trust Your Vaganya» | —                | —                                   | 7 de julio de 2019        | —                    |
| 10  | «Faire Well»                        | —                | —                                   | 7 de julio de 2019        | —                    |

## Producción

### Desarrollo
El 10 de agosto de 2017, se anunció que Lifetime ordenó una serie de 10 episodios titulada American Princess, creada y escrita por Jamie Denbo. Denbo también será productor ejecutivo junto a Jenji Kohan y Tara Herrmann. El 29 de junio de 2018, se confirmó que Claire Scanlon estaría dirigiendo el episodio piloto y el último episodio de la primera temporada. El 6 de febrero de 2019, se anunció que la serie se estrenará el 2 de junio de 2019.

### Casting
El 24 de abril de 2018, se anunció que Georgia Flood, Lucas Neff, Seana Kofoed, Rory O’Malley, y Mary Hollis Inboden se habían unido al reparto principal, como Amanda, David, Maggie y Brian, respectivamente. El 24 de mayo de 2018, se anunció que Lesley Ann Warren y Max Ehrich fueron elegidos en papeles recurrentes. El 2 de julio de 2018, se informó que Mimi Gianopulos, Helen Madelyn Kim, Tommy Dorfman, y Erin Pineda habían sido elegidos para papeles recurrentes. Días después, se anunció que Matt Peters, Lucas Hazlett, Lex King, Steve Agee, Kitana Turnbull, Mike Lane, Juan Alfonso, Sophie Von Haselberg, Sas Goldberg, y Patrick Gallagher fueron elegidos como recurrentes.

### Rodaje
El rodaje de la primera temporada comenzó el 6 de julio de 2018 en Los Ángeles, California.